# Torneo femenino de hockey en los Juegos Olímpicos de la Juventud Singapur 2010
El torneo femenino de hockey sobre hierba masculino en los Juegos Olímpicos de la Juventud 2010 fue una disciplina olímpica. El evento se llevó a cabo en el Sengkang Hockey Stadium en Singapur. Participaron seis selecciones con jugadores menores de 18 años.

## Resultados

### Primera fase

#### Tabla
| Equipo        | PJ | G | E | P | GF | GC | Dif | Pnts |
| ------------- | -- | - | - | - | -- | -- | --- | ---- |
| Argentina     | 5  | 4 | 1 | 0 | 17 | 3  | +14 | 13   |
| Países Bajos  | 5  | 3 | 2 | 0 | 21 | 5  | +16 | 11   |
| Nueva Zelanda | 5  | 3 | 0 | 2 | 10 | 6  | +4  | 9    |
| Corea del Sur | 5  | 2 | 1 | 2 | 11 | 12 | −1  | 7    |
| Irlanda       | 5  | 1 | 0 | 4 | 6  | 12 | −6  | 3    |
| Sudáfrica     | 5  | 0 | 0 | 5 | 1  | 28 | −27 | 0    |

|  | Clasificado al partido por la medalla de oro.    |
|  | Clasificado al partido por la medalla de bronce. |
|  | Clasificado al partido por el 5° puesto.         |

#### Calendario
| Fecha | Hora¹ | Partido       | Partido | Partido       | Resultado |
| ----- | ----- | ------------- | ------- | ------------- | --------- |
| 16.08 | 16:00 | Países Bajos  | -       | Irlanda       | 3 - 1     |
| 16.08 | 18:30 | Argentina     | -       | Sudáfrica     | 7 - 0     |
| 16.08 | 20:00 | Nueva Zelanda | -       | Corea del Sur | 3 - 2     |
| 16.08 | 20:00 | Países Bajos  | -       | Sudáfrica     | 13 - 0    |
| 17.08 | 18:30 | Irlanda       | -       | Nueva Zelanda | 2 - 3     |
| 17.08 | 21:15 | Corea del Sur | -       | Argentina     | 1 - 4     |
| 19.08 | 16:00 | Corea del Sur | -       | Sudáfrica     | 3 - 1     |
| 19.08 | 18:00 | Irlanda       | -       | Argentina     | 0 - 3     |
| 19.08 | 20:00 | Países Bajos  | -       | Nueva Zelanda | 1 - 0     |
| 20.08 | 16:30 | Corea del Sur | -       | Irlanda       | 3 - 2     |
| 20.08 | 18:00 | Sudáfrica     | -       | Nueva Zelanda | 0 - 4     |
| 20.08 | 20:00 | Argentina     | -       | Países Bajos  | 2 - 2     |
| 22.08 | 16:00 | Nueva Zelanda | -       | Argentina     | 0 - 1     |
| 22.08 | 18:00 | Países Bajos  | -       | Corea del Sur | 2 - 2     |
| 22.08 | 20:00 | Sudáfrica     | -       | Irlanda       | 0 - 1     |

### Partidos de clasificación

#### Partido por el quinto puesto (5°-6°)
| Fecha | Hora¹ | Partido | Partido | Partido   | Resultado |
| ----- | ----- | ------- | ------- | --------- | --------- |
| 24.08 | 15:00 | Irlanda | -       | Sudáfrica | 3 - 1     |

#### Partido por la medalla de bronce (3°-4°)
| Fecha | Hora¹ | Partido       | Partido | Partido       | Resultado    |
| ----- | ----- | ------------- | ------- | ------------- | ------------ |
| 24.08 | 17:30 | Nueva Zelanda | -       | Corea del Sur | 5 - 4 (t.s.) |

### Final
| Fecha | Hora¹ | Partido   | Partido | Partido      | Resultado    |
| ----- | ----- | --------- | ------- | ------------ | ------------ |
| 25.08 | 20:00 | Argentina | -       | Países Bajos | 1 - 2 (t.s.) |

## Posiciones finales
| 1 . Países Bajos  |
| 2 . Argentina     |
| 3 . Nueva Zelanda |
| 4 . Corea del Sur |
| 5 . Irlanda       |
| 6 . Sudáfrica     |